# Copa del Món de Futbol de 2022
La Copa del Món de Futbol de 2022 és la XXII edició de la Copa del Món de la FIFA, que va tenir lloc entre el 20 de novembre i el 18 de desembre de 2022 a Qatar.

## Selecció de la seu
El Comitè Executiu va confirmar a Tòquio que la FIFA obriria un procés de candidatura simultani per als tornejos del 2018 i del 2022. El gener de 2009, es van enviar els formularis d'inscripció de candidatura a les associacions, i el Comitè Executiu de la FIFA va nomenar a Rússia i Qatar els dos amfitrions al final del procés de candidatura el desembre de 2010. Segons informacions publicades pel diari The Sunday Times, l'exdirectiu de la FIFA Mohamed Ben Hammam, d'origen qatarià, hauria efectuat pagaments per valor de 3,7 milions d'euros a directius de futbol africans per tal que Qatar guanyés l'elecció per acollir la Copa del Món. Arran d'aquestes revelacions, el vicepresident de la FIFA, Jim Boyce, va assenyalar que donaria suport que se celebrés una nova votació per elegir el país amfitrió del Mundial 2022 si es demostra que hi va haver corrupció en la candidatura de Qatar. Finalment, però, la FIFA va negar els fets i Qatar acollirà el mundial.

### Candidats inscrits a la FIFA a competir per l'organització
Els països que van expressar la seva intenció d'organitzar aquest torneig i l'anterior Copa del Món de Futbol de 2018 al President de la FIFA, Joseph Blatter, van ser els següents:
- Austràlia
- Anglaterra
- Corea del Sud
- Indonèsia
- Japó
- Qatar
- Rússia
- Estats Units
- Països Baixos i Bèlgica
- Espanya i Portugal

### Vots
| Candidatures  | Vots    | Vots    | Vots    | Vots    |
| Candidatures  | Ronda 1 | Ronda 2 | Ronda 3 | Ronda 4 |
| ------------- | ------- | ------- | ------- | ------- |
| Qatar         | 11      | 10      | 11      | 14      |
| Estats Units  | 3       | 5       | 6       | 8       |
| Corea del Sud | 4       | 5       | 5       |         |
| Japó          | 3       | 2       |         |         |
| Austràlia     | 1       |         |         |         |

## Seus
El gener de 2019, el president de la FIFA, Gianni Infantino va dir que la FIFA estava pensant la possibilitat de jugar alguns partits en països veïns. No obstant, finalment tots els estadis que tindran partits d'aquesta Copa del Món són estadis situats a Qatar. El darrer estadi a incorporar-se a la llista fou l'Estadi 974, antic estadi Ras Abu Aboud.
| Lusail                                                         | Al Khawr                                                       | Doha                                                | Doha                                                |
| -------------------------------------------------------------- | -------------------------------------------------------------- | --------------------------------------------------- | --------------------------------------------------- |
| Estadi Icònic de Lusail                                        | Estadi Al Bayt                                                 | Estadi 974                                          | Estadi Al Thumama                                   |
| Capacitat: 88.966                                              | Capacitat: 68,895                                              | Capacitat: 44.400                                   | Capacitat: 44.089                                   |
|                                                                |                                                                |                                                     |                                                     |
| Ciutats amfitriones a QatarLusailDohaAl-KhorAl-WakrahAr Rayyan | Ciutats amfitriones a QatarLusailDohaAl-KhorAl-WakrahAr Rayyan | Estadis de l'àrea de DohaEducation974KhalifaThumama | Estadis de l'àrea de DohaEducation974KhalifaThumama |
| Ar Rayyan                                                      | Ar Rayyan                                                      | Ar Rayyan                                           | Al Wakrah                                           |
| Estadi Education City                                          | Estadi Ahmed bin Ali                                           | Estadi Internacional Khalifa                        | Estadi Al Janoub                                    |
| Capacitat: 45.857                                              | Capacitat: 45.032                                              | Capacitat: 44.667                                   | Capacitat: 44.325                                   |
|                                                                |                                                                |                                                     |                                                     |

## Supervisió
El 19 de maig de 2022, la FIFA va anunciar la llista de 36 àrbitres i 69 àrbitres assistents i 24 àrbitres assistents de vídeo per al torneig. Dels 36 àrbitres, la FIFA va incloure dos d'Argentina, Brasil, Anglaterra i França cadascun. Per primera vegada, les dones àrbitres arbitraran partits en un gran torneig masculí.
Stéphanie Frappart de França, la ruandesa Salima Mukansanga i Yoshimi Yamashita del Japó es van convertir en les primeres àrbitres dones a ser designades per a una Copa del Món masculina. Se'ls acompanyaran tres àrbitres assistents, també primeres. Frappart va supervisar la final de la Copa Mundial Femenina de la FIFA 2019.

## Classificació
En total, totes les 211 federacions afiliades a la FIFA van entrar a la fase de classificació, mentre Qatar està classificat automàticament pel dret de ser el país organitzador. El sorteig final va tenir lloc a l'abril del 2022.
El 9 de desembre de 2019, l'Agència Mundial Antidopatge va prohibir a Rússia tots els esdeveniments esportius importants. El Tribunal d'Arbitratge de l'Esport adjudicarà el recurs de resolució final.
| AFC (4,5 places + Qatar)                       | CAF (5 places) | CONCACAF (3,5 places) | CONMEBOL (4,5 places) | OFC (0,5 places) | UEFA (13 places) | UEFA (13 places) | - Països participants i resultat en la competició |
| Equips participants per ordre de classificació |                |                       |                       |                  |                  |                  | - Països participants i resultat en la competició |
| Qatar (O)                                      | Camerun        | Canadà                | Argentina             |                  | Alemanya         | Anglaterra       | - Països participants i resultat en la competició |
| Aràbia Saudita                                 | Ghana          | Estats Units          | Brasil                | Bèlgica          | Croàcia          |                  | - Països participants i resultat en la competició |
| Corea del Sud                                  | Marroc         | Mèxic                 | Equador               | Dinamarca        | Espanya          |                  | - Països participants i resultat en la competició |
| Iran                                           | Senegal        | Costa Rica            | Uruguai               | França           | Països Baixos    |                  | - Països participants i resultat en la competició |
| Japó                                           | Tunísia        |                       |                       | Polònia          | Portugal         |                  | - Països participants i resultat en la competició |
| Austràlia                                      |                |                       |                       | Sèrbia           | Suïssa           |                  | - Països participants i resultat en la competició |
|                                                |                |                       |                       | Gal·les          |                  |                  | - Països participants i resultat en la competició |

## Fase de grups
Les 32 seleccions es reparteixen en vuit grups de quatre, anomenats d'A a H. Els quatre equips s'enfronten una vegada entre si en un sistema de tots contra tots, per un total de tres jornades de dos partits cada una. Cada victòria són 3 punts per al guanyador i cada empat 1 punt per a els dos equips. Una vegada jugats tots els partits, els dos millors equips de cada grup avancen a la segona fase, d'eliminació directa.
Els criteris de classificació són els següents, per ordre de preferència:
1. Més punts obtinguts en tots els partits del grup.
2. Major diferència de gols en tots els partits del grup.
3. Més gols marcats en tots els partits del grup.

Si dos o més equips continuen igualats després d'aplicar els tres criteris anteriors, s'apliquen els criteris següents entre els equips involucrats:
1. Més punts obtinguts en els partits del grup entre els equips involucrats;
2. Major diferència de gols en els partits del grup entre els equips involucrats;
3. Més gols marcats en els partits del grup entre els equips involucrats;
4. Més punts de fair play (una sola penalització per jugador i partit)
  - Primera targeta groga: -1 punt.
  - Doble targeta groga (vermella indirecta): -3 punts.
  - Targeta vermella directa: -4 punts.
  - Targeta groga més targeta vermella directa: -5 punts.
5. Sorteig del Comitè Organitzador de la FIFA.[14]

### Grup A[15]
| Pos. | Equip         | Pts. | PJ | PG | PE | PP | GF | GC | DG |
| ---- | ------------- | ---- | -- | -- | -- | -- | -- | -- | -- |
| 1    | Països Baixos | 7    | 3  | 2  | 1  | 0  | 5  | 1  | +4 |
| 2    | Senegal       | 6    | 3  | 2  | 0  | 0  | 5  | 4  | +1 |
| 3    | Equador       | 4    | 3  | 1  | 1  | 1  | 4  | 3  | +1 |
| 4    | Qatar         | 0    | 3  | 0  | 0  | 3  | 1  | 7  | -6 |

#### Partits
| Equip 1       | Resultat  | Equip 2       |
| Jornada 1     | Jornada 1 | Jornada 1     |
| ------------- | --------- | ------------- |
| Qatar         | 0 - 2     | Equador       |
| Senegal       | 0 - 2     | Països Baixos |
| Jornada 2     |           |               |
| Qatar         | 1 - 3     | Senegal       |
| Països Baixos | 1 - 1     | Equador       |
| Jornada 3     |           |               |
| Equador       | 1 - 2     | Senegal       |
| Països Baixos | 2 - 0     | Qatar         |

### Grup B
| Pos. | Equip        | Pts. | PJ | PG | PE | PP | GF | GC | DG |
| ---- | ------------ | ---- | -- | -- | -- | -- | -- | -- | -- |
| 1    | Anglaterra   | 7    | 3  | 2  | 1  | 0  | 9  | 2  | +7 |
| 2    | Estats Units | 5    | 3  | 1  | 2  | 0  | 2  | 1  | +1 |
| 3    | Iran         | 3    | 3  | 1  | 0  | 2  | 4  | 7  | -3 |
| 4    | Gal·les      | 1    | 3  | 0  | 1  | 2  | 1  | 6  | -5 |

#### Partits
| Equip 1      | Resultat  | Equip 2      |
| Jornada 1    | Jornada 1 | Jornada 1    |
| ------------ | --------- | ------------ |
| Anglaterra   | 6 - 2     | Iran         |
| Estats Units | 1 - 1     | Gal·les      |
| Jornada 2    |           |              |
| Gal·les      | 0 - 2     | Iran         |
| Anglaterra   | 0 - 0     | Estats Units |
| Jornada 3    |           |              |
| Gal·les      | 0 - 3     | Anglaterra   |
| Iran         | 0 - 1     | Estats Units |

### Grup C
| Pos. | Equip          | Pts. | PJ | PG | PE | PP | GF | GC | DG |
| ---- | -------------- | ---- | -- | -- | -- | -- | -- | -- | -- |
| 1    | Argentina      | 6    | 3  | 2  | 0  | 1  | 5  | 2  | +3 |
| 2    | Polònia        | 4    | 3  | 1  | 1  | 1  | 2  | 2  | 0  |
| 3    | Mèxic          | 4    | 3  | 1  | 1  | 1  | 2  | 3  | -1 |
| 4    | Aràbia Saudita | 3    | 3  | 1  | 0  | 2  | 2  | 5  | -2 |

#### Partits
| Equip 1        | Resultat  | Equip 2        |
| Jornada 1      | Jornada 1 | Jornada 1      |
| -------------- | --------- | -------------- |
| Argentina      | 1 - 2     | Aràbia Saudita |
| Mèxic          | 0 - 0     | Polònia        |
| Jornada 2      |           |                |
| Polònia        | 2 - 0     | Aràbia Saudita |
| Argentina      | 2 - 0     | Mèxic          |
| Jornada 3      |           |                |
| Polònia        | 0 - 2     | Argentina      |
| Aràbia Saudita | 1 - 2     | Mèxic          |

### Grup D
| Pos. | Equip     | Pts. | PJ | PG | PE | PP | GF | GC | DG |
| ---- | --------- | ---- | -- | -- | -- | -- | -- | -- | -- |
| 1    | França    | 6    | 3  | 2  | 0  | 1  | 6  | 3  | +3 |
| 2    | Austràlia | 6    | 3  | 2  | 0  | 1  | 3  | 4  | -1 |
| 3    | Tunísia   | 4    | 3  | 1  | 1  | 1  | 1  | 1  | 0  |
| 4    | Dinamarca | 1    | 3  | 0  | 1  | 2  | 1  | 3  | -2 |

#### Partits
| Equip 1   | Resultat  | Equip 2   |
| Jornada 1 | Jornada 1 | Jornada 1 |
| --------- | --------- | --------- |
| Dinamarca | 0 - 0     | Tunísia   |
| França    | 4 - 1     | Austràlia |
| Jornada 2 |           |           |
| Tunísia   | 0 - 1     | Austràlia |
| França    | 2 - 1     | Dinamarca |
| Jornada 3 |           |           |
| Austràlia | 1 - 0     | Dinamarca |
| Tunísia   | 1 - 0     | França    |

### Grup E
| Pos. | Equip      | Pts. | PJ | PG | PE | PP | GF | GC | DG |
| ---- | ---------- | ---- | -- | -- | -- | -- | -- | -- | -- |
| 1    | Japó       | 6    | 3  | 2  | 0  | 1  | 4  | 3  | +1 |
| 2    | Espanya    | 4    | 3  | 1  | 1  | 1  | 9  | 3  | +6 |
| 3    | Alemanya   | 4    | 3  | 1  | 1  | 1  | 6  | 5  | +1 |
| 4    | Costa Rica | 3    | 3  | 1  | 0  | 2  | 3  | 11 | -8 |

#### Partits
| Equip 1    | Resultat  | Equip 2    |
| Jornada 1  | Jornada 1 | Jornada 1  |
| ---------- | --------- | ---------- |
| Alemanya   | 1 - 2     | Japó       |
| Espanya    | 7 - 0     | Costa Rica |
| Jornada 2  |           |            |
| Japó       | 0 - 1     | Costa Rica |
| Espanya    | 1 - 1     | Alemanya   |
| Jornada 3  |           |            |
| Japó       | 2 - 1     | Espanya    |
| Costa Rica | 2 - 4     | Alemanya   |

### Grup F
| Pos. | Equip   | Pts. | PJ | PG | PE | PP | GF | GC | DG |
| ---- | ------- | ---- | -- | -- | -- | -- | -- | -- | -- |
| 1    | Marroc  | 7    | 3  | 2  | 1  | 0  | 4  | 1  | +3 |
| 2    | Croàcia | 5    | 3  | 1  | 2  | 0  | 4  | 1  | +3 |
| 3    | Bèlgica | 4    | 3  | 1  | 1  | 1  | 1  | 2  | -1 |
| 4    | Canadà  | 0    | 3  | 0  | 0  | 3  | 2  | 7  | -5 |

#### Partits
| Equip 1   | Resultat  | Equip 2   |
| Jornada 1 | Jornada 1 | Jornada 1 |
| --------- | --------- | --------- |
| Marroc    | 0 - 0     | Croàcia   |
| Bèlgica   | 1 - 0     | Canadà    |
| Jornada 2 |           |           |
| Bèlgica   | 0 - 2     | Marroc    |
| Croàcia   | 4 - 1     | Canadà    |
| Jornada 3 |           |           |
| Croàcia   | 0 - 0     | Bèlgica   |
| Canadà    | 1 - 2     | Marroc    |

### Grup G
| Pos. | Equip   | Pts. | PJ | PG | PE | PP | GF | GC | DG |
| ---- | ------- | ---- | -- | -- | -- | -- | -- | -- | -- |
| 1    | Brasil  | 6    | 3  | 2  | 0  | 1  | 3  | 1  | +2 |
| 2    | Suïssa  | 6    | 3  | 2  | 0  | 1  | 3  | 3  | +1 |
| 3    | Camerun | 4    | 3  | 1  | 1  | 1  | 4  | 4  | 0  |
| 4    | Sèrbia  | 1    | 3  | 0  | 1  | 2  | 5  | 8  | -3 |

#### Partits
| Equip 1   | Resultat  | Equip 2   |
| Jornada 1 | Jornada 1 | Jornada 1 |
| --------- | --------- | --------- |
| Suïssa    | 1 - 0     | Camerun   |
| Brasil    | 2 - 0     | Sèrbia    |
| Jornada 2 |           |           |
| Camerun   | 3 - 3     | Sèrbia    |
| Brasil    | 1 - 0     | Suïssa    |
| Jornada 3 |           |           |
| Sèrbia    | 2 - 3     | Suïssa    |
| Camerun   | 1 - 0     | Brasil    |

### Grup H
| Pos. | Equip         | Pts. | PJ | PG | PE | PP | GF | GC | DG |
| ---- | ------------- | ---- | -- | -- | -- | -- | -- | -- | -- |
| 1    | Portugal      | 6    | 3  | 2  | 0  | 1  | 6  | 4  | +2 |
| 2    | Corea del Sud | 4    | 3  | 1  | 1  | 1  | 4  | 4  | 0  |
| 3    | Uruguai       | 4    | 3  | 1  | 1  | 1  | 2  | 2  | 0  |
| 4    | Ghana         | 3    | 3  | 1  | 0  | 2  | 5  | 7  | -2 |

#### Partits
| Equip 1       | Resultat  | Equip 2       |
| Jornada 1     | Jornada 1 | Jornada 1     |
| ------------- | --------- | ------------- |
| Uruguai       | 0 - 0     | Corea del Sud |
| Portugal      | 3 - 2     | Ghana         |
| Jornada 2     |           |               |
| Corea del Sud | 2 - 3     | Ghana         |
| Portugal      | 2 - 0     | Uruguai       |
| Jornada 3     |           |               |
| Ghana         | 0 - 2     | Uruguai       |
| Corea del Sud | 2 - 1     | Portugal      |

## Eliminatòries

### Quadre final
|  | Vuitens de final                       | Vuitens de final                   |                                 |       | Quarts de final        | Quarts de final        |                                   |                                   | Semi-finals | Semi-finals |  |  | Final | Final |
|  |                                        |                                    |                                 |       |                        |                        |                                   |                                   |             |             |  |  |       |       |
|  | 3 desembre – Al Rayyan (Khalifa)       |                                    |                                 |       |                        |                        |                                   |                                   |             |             |  |  |       |       |
|  |                                        |                                    |                                 |       |                        |                        |                                   |                                   |             |             |  |  |       |       |
|  | Països Baixos                          | 3                                  |                                 |       |                        |                        |                                   |                                   |             |             |  |  |       |       |
|  | Països Baixos                          | 3                                  | 9 desembre – Lusail             |       |                        |                        |                                   |                                   |             |             |  |  |       |       |
|  | Estats Units                           | 1                                  |                                 |       |                        |                        |                                   |                                   |             |             |  |  |       |       |
|  | Estats Units                           | 1                                  | Països Baixos                   | 2 (3) |                        |                        |                                   |                                   |             |             |  |  |       |       |
|  | 3 desembre – Al Rayyan (Ahmad bin Ali) |                                    | Països Baixos                   | 2 (3) |                        |                        |                                   |                                   |             |             |  |  |       |       |
|  |                                        | Argentina (p.)                     | 2 (4)                           |       |                        |                        |                                   |                                   |             |             |  |  |       |       |
|  | Argentina                              | Argentina (p.)                     | 2 (4)                           | 2     |                        |                        |                                   |                                   |             |             |  |  |       |       |
|  | Argentina                              |                                    | 13 desembre – Lusail            | 2     |                        |                        |                                   |                                   |             |             |  |  |       |       |
|  | Austràlia                              | 1                                  |                                 |       |                        |                        |                                   |                                   |             |             |  |  |       |       |
|  | Austràlia                              | 1                                  | Argentina                       | 3     |                        |                        |                                   |                                   |             |             |  |  |       |       |
|  | 5 desembre – Al Wakrah                 |                                    | Argentina                       | 3     |                        |                        |                                   |                                   |             |             |  |  |       |       |
|  |                                        | Croàcia                            | 0                               |       |                        |                        |                                   |                                   |             |             |  |  |       |       |
|  | Japó                                   | Croàcia                            | 0                               | 1 (1) |                        |                        |                                   |                                   |             |             |  |  |       |       |
|  | Japó                                   | 9 desembre – Al Rayyan (Education) |                                 | 1 (1) |                        |                        |                                   |                                   |             |             |  |  |       |       |
|  | Croàcia (p.)                           | 1 (3)                              |                                 |       |                        |                        |                                   |                                   |             |             |  |  |       |       |
|  | Croàcia (p.)                           | 1 (3)                              | Croàcia (p.)                    | 1 (4) |                        |                        |                                   |                                   |             |             |  |  |       |       |
|  | 5 desembre – Doha (974)                |                                    | Croàcia (p.)                    | 1 (4) |                        |                        |                                   |                                   |             |             |  |  |       |       |
|  |                                        | Brasil                             | 1 (2)                           |       |                        |                        |                                   |                                   |             |             |  |  |       |       |
|  | Brasil                                 | Brasil                             | 1 (2)                           | 4     |                        |                        |                                   |                                   |             |             |  |  |       |       |
|  | Brasil                                 |                                    | 18 desembre – Lusail            | 4     |                        |                        |                                   |                                   |             |             |  |  |       |       |
|  | Corea del Sud                          | 1                                  |                                 |       |                        |                        |                                   |                                   |             |             |  |  |       |       |
|  | Corea del Sud                          | 1                                  | Argentina (p.)                  | 3 (4) |                        |                        |                                   |                                   |             |             |  |  |       |       |
|  | 4 desembre – Al Khor                   |                                    | Argentina (p.)                  | 3 (4) |                        |                        |                                   |                                   |             |             |  |  |       |       |
|  |                                        | França                             | 3 (2)                           |       |                        |                        |                                   |                                   |             |             |  |  |       |       |
|  | Anglaterra                             | França                             | 3 (2)                           | 3     |                        |                        |                                   |                                   |             |             |  |  |       |       |
|  | Anglaterra                             | 10 desembre – Al Khor              |                                 | 3     |                        |                        |                                   |                                   |             |             |  |  |       |       |
|  | Senegal                                | 0                                  |                                 |       |                        |                        |                                   |                                   |             |             |  |  |       |       |
|  | Senegal                                | 0                                  | Anglaterra                      | 1     |                        |                        |                                   |                                   |             |             |  |  |       |       |
|  | 4 desembre – Doha (Al Thumama)         |                                    | Anglaterra                      | 1     |                        |                        |                                   |                                   |             |             |  |  |       |       |
|  |                                        | França                             | 2                               |       |                        |                        |                                   |                                   |             |             |  |  |       |       |
|  | França                                 | França                             | 2                               | 3     |                        |                        |                                   |                                   |             |             |  |  |       |       |
|  | França                                 |                                    | 14 desembre – Al Khor           | 3     |                        |                        |                                   |                                   |             |             |  |  |       |       |
|  | Polònia                                | 1                                  |                                 |       |                        |                        |                                   |                                   |             |             |  |  |       |       |
|  | Polònia                                | 1                                  | França                          | 2     |                        |                        |                                   |                                   |             |             |  |  |       |       |
|  | 6 desembre – Al Rayyan (Education)     |                                    | França                          | 2     |                        |                        |                                   |                                   |             |             |  |  |       |       |
|  |                                        | Marroc                             | 0                               |       | Partit pel tercer lloc | Partit pel tercer lloc |                                   |                                   |             |             |  |  |       |       |
|  | Marroc (p.)                            | Marroc                             | 0                               | 0 (3) | Partit pel tercer lloc | Partit pel tercer lloc |                                   |                                   |             |             |  |  |       |       |
|  | Marroc (p.)                            | 10 desembre – Doha (Al Thumama)    | 10 desembre – Doha (Al Thumama) | 0 (3) |                        |                        | 17 desembre – Al Rayyan (Khalifa) | 17 desembre – Al Rayyan (Khalifa) |             |             |  |  |       |       |
|  | Espanya                                | 10 desembre – Doha (Al Thumama)    | 10 desembre – Doha (Al Thumama) | 0 (0) |                        |                        | 17 desembre – Al Rayyan (Khalifa) | 17 desembre – Al Rayyan (Khalifa) |             |             |  |  |       |       |
|  | Espanya                                | Marroc                             | 1                               | 0 (0) | Croàcia                | 2                      |                                   |                                   |             |             |  |  |       |       |
|  | 6 desembre – Lusail                    | Marroc                             | 1                               |       | Croàcia                | 2                      |                                   |                                   |             |             |  |  |       |       |
|  |                                        | Portugal                           | 0                               |       | Marroc                 | 1                      |                                   |                                   |             |             |  |  |       |       |
|  | Portugal                               | Portugal                           | 0                               | 6     | Marroc                 | 1                      |                                   |                                   |             |             |  |  |       |       |
|  | Portugal                               |                                    |                                 | 6     |                        |                        |                                   |                                   |             |             |  |  |       |       |
|  | Suïssa                                 | 1                                  |                                 |       |                        |                        |                                   |                                   |             |             |  |  |       |       |
|  | Suïssa                                 | 1                                  |                                 |       |                        |                        |                                   |                                   |             |             |  |  |       |       |

### Vuitens de final
| 3 de desembre de 2022 | Països Baixos                          | 3 - 1   | Estats Units |                                                                                          |  |
| 18:00                 | Depay 10' · Blind 45+1' · Dumfries 81' | Informe | 76' Wright   | Estadi Internacional Khalifa, Ar Rayyan · 44.846 espectadors · Wilton Sampaio (Brasil) · |  |

| 3 de desembre de 2022 | Argentina               | 2 - 1   | Austràlia            |                                                                                     |  |
| 22:00                 | Messi 35' · Álvarez 57' | Informe | 77' (o.g.) Fernández | Estadi Ahmad bin Ali, Ar Rayyan · 45.032 espectadors · Szymon Marciniak (Polònia) · |  |

| 4 de desembre de 2022 | França                         | 3 - 1   | Polònia               |                                                                               |  |
| 18:00                 | Giroud 44' · Mbappé 74', 90+1' | Informe | 90+9' (p.)Lewandowski | Estadi Al Thumama, Doha · 40.989 espectadors · Jesús Valenzuela (Veneçuela) · |  |

| 4 de desembre de 2022 | Anglaterra                            | 3 - 0   | Senegal |                                                                            |  |
| 22:00                 | Henderson 38' · Kane 45+3' · Saka 57' | Informe |         | Estadi Al Bayt, Al Khor · 65.985 espectadors · Iván Barton (El Salvador) · |  |

| 5 de desembre de 2022               | Japó                                | 1 - 1           | Croàcia                              |                                                                                   |                                      |
| 18:00                               | Maeda 43'                           | Informe         | 55' Perišić                          | Estadi Al Janoub, Al Wakrah · 42.523 espectadors · Ismail Elfath (Estats Units) · |                                      |
|                                     |                                     | Tanda de penals |                                      |                                                                                   |                                      |
| Minamino · Mitoma · Asano · Yoshida | Minamino · Mitoma · Asano · Yoshida | 1–3             | Vlašić · Brozović · Livaja · Pašalić | Vlašić · Brozović · Livaja · Pašalić                                              | Vlašić · Brozović · Livaja · Pašalić |

| 5 de desembre de 2022 | Brasil                                                                 | 4 - 1   | Corea del Sud     |                                                                   |  |
| 22:00                 | Vinícius Júnior 7' · Neymar 13' (pen.) · Richarlison 29' · Paquetá 36' | Informe | 76' Paik Seung-ho | Estadi 974, Doha · 43.847 espectadors · Clément Turpin (França) · |  |

| 6 de desembre de 2022             | Marroc                            | 0 - 0           | Espanya                    |                                                                                          |                            |
| 18:00                             |                                   | Informe         |                            | Estadi Education City, Ar Rayyan · 44.667 espectadors · Fernando Rapallini (Argentina) · |                            |
|                                   |                                   | Tanda de penals |                            |                                                                                          |                            |
| Sabiri · Ziyech · Benoun · Hakimi | Sabiri · Ziyech · Benoun · Hakimi | 3–0             | Sarabia · Soler · Busquets | Sarabia · Soler · Busquets                                                               | Sarabia · Soler · Busquets |

| 6 de desembre de 2022 | Portugal                                                    | 6 - 1   | Suïssa     |                                                                                     |  |
| 22:00                 | Ramos 17', 51', 67' · Pepe 33' · Guerreiro 55' · Leão 90+2' | Informe | 58' Akanji | Estadi Icònic de Lusail, Lusail · 83.720 espectadors · César Arturo Ramos (Mèxic) · |  |

### Quarts de Final
| 9 de desembre de 2022           | Croàcia                         | 1 - 1           | Brasil                                  |                                                                                             |                                         |
| 18:00                           | Petković 117'                   | Informe         | 105+1' Neymar                           | Estadi Ciutat de l'Educació, Ar Rayyan · 43.893 espectadors · Michael Oliver (Anglaterra) · |                                         |
|                                 |                                 | Tanda de penals |                                         |                                                                                             |                                         |
| Vlašić · Majer · Modrić · Oršić | Vlašić · Majer · Modrić · Oršić | 4–2             | Rodrygo · Casemiro · Pedro · Marquinhos | Rodrygo · Casemiro · Pedro · Marquinhos                                                     | Rodrygo · Casemiro · Pedro · Marquinhos |

| 9 de desembre de 2022                                     | Països Baixos                                             | 2 - 2           | Argentina                                            |                                                                                        |                                                      |
| 22:00                                                     | Weghorst 83', 90+11'                                      | Informe         | 35' Molina · 73' (pen.) Messi                        | Estadi Icònic de Lusail, Lusail · 88.235 espectadors · Antonio Mateu Lahoz (Espanya) · |                                                      |
|                                                           |                                                           | Tanda de penals |                                                      |                                                                                        |                                                      |
| Van Dijk · Berghuis · Koopmeiners · Weghorst · L. de Jong | Van Dijk · Berghuis · Koopmeiners · Weghorst · L. de Jong | 3–4             | Messi · Paredes · Montiel · Fernández · La. Martínez | Messi · Paredes · Montiel · Fernández · La. Martínez                                   | Messi · Paredes · Montiel · Fernández · La. Martínez |

| 10 de desembre de 2022 | Marroc        | 1 - 0   | Portugal |                                                                            |  |
| 18:00                  | En-Nesyri 42' | Informe |          | Estadi Al Thumama, Doha · 44.198 espectadors · Facundo Tello (Argentina) · |  |

| 10 de desembre de 2022 | Anglaterra    | 1 - 2   | França                     |                                                                          |  |
| 22:00                  | Kane 54' (p.) | Informe | 17' Tchouaméni · 78'Giroud | Estadi Al Bayt, Al Khor · 68.895 espectadors · Wilton Sampaio (Brasil) · |  |

### Semifinals
| 13 de desembre de 2022 | Argentina                         | 3 - 0   | Croàcia |                                                                                  |  |
| 22:00                  | Messi 34' (p.) · Álvarez 39', 69' | Informe |         | Estadi Icònic de Lusail, Lusail · 88.966 espectadors · Daniele Orsato (Itàlia) · |  |

| 14 de desembre de 2022 | França                           | 2 - 0   | Marroc |                                                                             |  |
| 22:00                  | T. Hernandez 5' · Kolo Muani 79' | Informe |        | Estadi Al Bayt, Al Khor · 68.294 espectadors · César Arturo Ramos (Mèxic) · |  |

### Partit pel tercer lloc
| 17 de desembre de 2022 | Croàcia                 | 2 - 1   | Marroc  |                                                                                                |  |
| 18:00                  | Gvardiol 7' · Oršić 42' | Informe | 9' Dari | Estadi Internacional Khalifa, Ar Rayyan · 44.137 espectadors · Abdulrahman Al-Jassim (Qatar) · |  |

### Final
| 18 de desembre de 2022             | Argentina                           | 3 - 3           | França                                   |                                                                                     |                                          |
| 18:00                              | Messi 23' (p.), 108' · Di María 36' | Informe         | 80' (pen.), 81', 118' (p.) Mbappé        | Estadi Icònic de Lusail, Lusail · 88.966 espectadors · Szymon Marciniak (Polònia) · |                                          |
|                                    |                                     | Tanda de penals |                                          |                                                                                     |                                          |
| Messi · Dybala · Paredes · Montiel | Messi · Dybala · Paredes · Montiel  | 4–2             | Mbappé · Coman · Tchouaméni · Kolo Muani | Mbappé · Coman · Tchouaméni · Kolo Muani                                            | Mbappé · Coman · Tchouaméni · Kolo Muani |

| Guanyador de Copa del Món de Futbol de 2022 |
| ------------------------------------------- |
| · Argentina · 3r títol                      |

## Premis
Els premis de la copa del Món de futbol 2022 van ser atorgats en finalitzar el torneig. Els premis Pilota d'Or (millor jugador), Bota d'Or (màxim golejador) i Guant d'Or (millor porter) foren patrocinats per Adidas.
| Pilota d'Or | Pilota d'Argent | Pilota de Bronze |
| --- | --- | --- |
| [[Fitxer:Flag of Argentina.svg\|23x15px\|border \|alt=Argentina\|link=Selecció de futbol de l'Argentina\|{{#if:\|]] Lionel Messi                                       | [[Fitxer:Flag of France (1794–1815, 1830–1974).svg\|23x15px\|border \|alt=França\|link=Selecció de futbol de França\|{{#if:\|]] Kylian Mbappé             | [[Fitxer:Flag of Croatia.svg\|23x15px\|border \|alt=Croàcia\|link=Selecció de futbol de Croàcia\|{{#if:\|]] Luka Modrić                                                 |
| Bota d'Or | Bota d'Argent | Bota de Bronze |
| [[Fitxer:Flag of France (1794–1815, 1830–1974).svg\|23x15px\|border \|alt=França\|link=Selecció de futbol de França\|{{#if:\|]] Kylian Mbappé (8 gols, 2 assistències) | [[Fitxer:Flag of Argentina.svg\|23x15px\|border \|alt=Argentina\|link=Selecció de futbol de l'Argentina\|{{#if:\|]] Lionel Messi (7 gols, 3 assistències) | [[Fitxer:Flag of France (1794–1815, 1830–1974).svg\|23x15px\|border \|alt=França\|link=Selecció de futbol de França\|{{#if:\|]] Olivier Giroud (4 gols, 0 assistències) |
| Guant d'Or | | |
| [[Fitxer:Flag of Argentina.svg\|23x15px\|border \|alt=Argentina\|link=Selecció de futbol de l'Argentina\|{{#if:\|]] Emiliano Martínez                                  | | |
| Millor Jugador Jove | | |
| [[Fitxer:Flag of Argentina.svg\|23x15px\|border \|alt=Argentina\|link=Selecció de futbol de l'Argentina\|{{#if:\|]] Enzo Fernández                                     | | |
| Premi al Joc Net | | |
| Anglaterra | | |

## Estadístiques

### Taula general
| Pos. | Equip          | Pts. | PJ | PG | PE | PP | GF | GC | Dif. | Rend.   |
| ---- | -------------- | ---- | -- | -- | -- | -- | -- | -- | ---- | ------- |
|      | Argentina      | 14   | 7  | 4  | 2  | 1  | 15 | 8  | +7   | 66.67 % |
|      | França         | 16   | 7  | 5  | 1  | 1  | 16 | 8  | +8   | 76.19 % |
|      | Croàcia        | 10   | 7  | 2  | 4  | 1  | 8  | 7  | +1   | 47.62 % |
| 4    | Marroc         | 11   | 7  | 3  | 2  | 2  | 6  | 5  | +1   | 52.38 % |
| 5    | Països Baixos  | 11   | 5  | 3  | 2  | 0  | 10 | 4  | +6   | 73.33 % |
| 6    | Anglaterra     | 10   | 5  | 3  | 1  | 1  | 13 | 4  | +9   | 66.67 % |
| 7    | Brasil         | 10   | 5  | 3  | 1  | 1  | 8  | 3  | +5   | 66.67 % |
| 8    | Portugal       | 9    | 5  | 3  | 0  | 2  | 12 | 6  | +6   | 60 %    |
| 9    | Japó           | 7    | 4  | 2  | 1  | 1  | 5  | 4  | +1   | 58.33 % |
| 10   | Senegal        | 6    | 4  | 2  | 0  | 2  | 5  | 7  | -2   | 50 %    |
| 11   | Austràlia      | 6    | 4  | 2  | 0  | 2  | 4  | 6  | -2   | 50 %    |
| 12   | Suïssa         | 6    | 4  | 2  | 0  | 2  | 5  | 9  | -4   | 50 %    |
| 13   | Espanya        | 5    | 4  | 1  | 2  | 1  | 9  | 3  | +6   | 41.67 % |
| 14   | Estats Units   | 5    | 4  | 1  | 2  | 1  | 3  | 4  | -1   | 41.67 % |
| 15   | Polònia        | 4    | 4  | 1  | 1  | 2  | 3  | 5  | -2   | 33.33 % |
| 16   | Corea del Sud  | 4    | 4  | 1  | 1  | 2  | 5  | 8  | -3   | 33.33 % |
| 17   | Alemanya       | 4    | 3  | 1  | 1  | 1  | 6  | 5  | +1   | 44.44 % |
| 18   | Equador        | 4    | 3  | 1  | 1  | 1  | 4  | 3  | +1   | 44.44 % |
| 19   | Camerun        | 4    | 3  | 1  | 1  | 1  | 4  | 4  | 0    | 44.44 % |
| 20   | Uruguai        | 4    | 3  | 1  | 1  | 1  | 2  | 2  | 0    | 44.44 % |
| 21   | Tunísia        | 4    | 3  | 1  | 1  | 1  | 1  | 1  | 0    | 44.44 % |
| 22   | Mèxic          | 4    | 3  | 1  | 1  | 1  | 2  | 3  | -1   | 44.44 % |
| 23   | Bèlgica        | 4    | 3  | 1  | 1  | 1  | 1  | 2  | -1   | 44.44 % |
| 24   | Ghana          | 3    | 3  | 1  | 0  | 2  | 5  | 7  | -2   | 33.33 % |
| 25   | Aràbia Saudita | 3    | 3  | 1  | 0  | 2  | 3  | 5  | -2   | 33.33 % |
| 26   | Iran           | 3    | 3  | 1  | 0  | 2  | 4  | 7  | -3   | 33.33 % |
| 27   | Costa Rica     | 3    | 3  | 1  | 0  | 2  | 3  | 11 | -8   | 33.33 % |
| 28   | Dinamarca      | 1    | 3  | 0  | 1  | 2  | 1  | 3  | -2   | 11.11 % |
| 29   | Sèrbia         | 1    | 3  | 0  | 1  | 2  | 5  | 8  | -3   | 11.11 % |
| 30   | Gal·les        | 1    | 3  | 0  | 1  | 2  | 1  | 6  | -5   | 11.11 % |
| 31   | Canadà         | 0    | 3  | 0  | 0  | 3  | 2  | 7  | -5   | 0 %     |
| 32   | Qatar          | 0    | 3  | 0  | 0  | 3  | 1  | 7  | -6   | 0 %     |

### Golejadors
Es van marcar 172 gols en 64 partits, amb una mitjana de 2,69 gols per partit.
8 gols
- Kylian Mbappé

7 gols
- Lionel Messi

4 gols
| - Julián Álvarez | - Olivier Giroud |  |  |

3 gols
| - Marcus Rashford - Bukayo Saka | - Richarlison - Enner Valencia | - Álvaro Morata - Cody Gakpo | - Gonçalo Ramos |

2 gols
| - Niclas Füllkrug - Kai Havertz - Harry Kane - Salem Al-Dawsari - Neymar | - Vincent Aboubakar - Cho Gue-sung - Andrej Kramarić - Ferran Torres - Mohammed Kudus | - Mehdi Taremi - Ritsu Dōan - Youssef En-Nesyri - Wout Weghorst - Robert Lewandowski | - Bruno Fernandes - Rafael Leão - Aleksandar Mitrović - Breel Embolo - Giorgian De Arrascaeta |

1 gol
| - Serge Gnabry - İlkay Gündoğan - Jude Bellingham - Phil Foden - Jack Grealish - Jordan Henderson - Raheem Sterling - Saleh Al-Shehri - Ángel Di María - Enzo Fernández - Alexis Mac Allister - Nahuel Molina - Mitchell Duke - Craig Goodwin - Mathew Leckie - Michy Batshuayi - Casemiro - Lucas Paquetá - Vinícius Júnior - Jean-Charles Castelletto - Eric Maxim Choupo-Moting - Alphonso Davies | - Hwang Hee-chan - Kim Young-gwon - Paik Seung-ho - Keysher Fuller - Yeltsin Tejeda - Juan Pablo Vargas - Joško Gvardiol - Marko Livaja - Lovro Majer - Mislav Oršić - Ivan Perišić - Bruno Petković - Andreas Christensen - Moisés Caicedo - Marco Asensio - Gavi - Dani Olmo - Carlos Soler - Christian Pulisic - Timothy Weah - Haji Wright - Théo Hernandez | - Randal Kolo Muani - Adrien Rabiot - Aurélien Tchouaméni - Gareth Bale - André Ayew - Osman Bukari - Mohammed Salisu - Rouzbeh Cheshmi - Ramin Rezaeian - Takuma Asano - Daizen Maeda - Ao Tanaka - Zakaria Aboukhlal - Achraf Dari - Romain Saïss - Hakim Ziyech - Luis Chávez - Henry Martín - Daley Blind - Memphis Depay - Denzel Dumfries - Frenkie de Jong | - Davy Klaassen - Piotr Zieliński - João Félix - Raphaël Guerreiro - Ricardo Horta - Pepe - Cristiano Ronaldo - Mohammed Muntari - Boulaye Dia - Famara Diédhiou - Bamba Dieng - Kalidou Koulibaly - Ismaïla Sarr - Sergej Milinković-Savić - Strahinja Pavlović - Dušan Vlahović - Manuel Akanji - Remo Freuler - Xherdan Shaqiri - Wahbi Khazri |

1 gol en pròpia porta
- Enzo Fernández (contra Austràlia)
- Nayef Aguerd (contra Canadà)

## Màrqueting

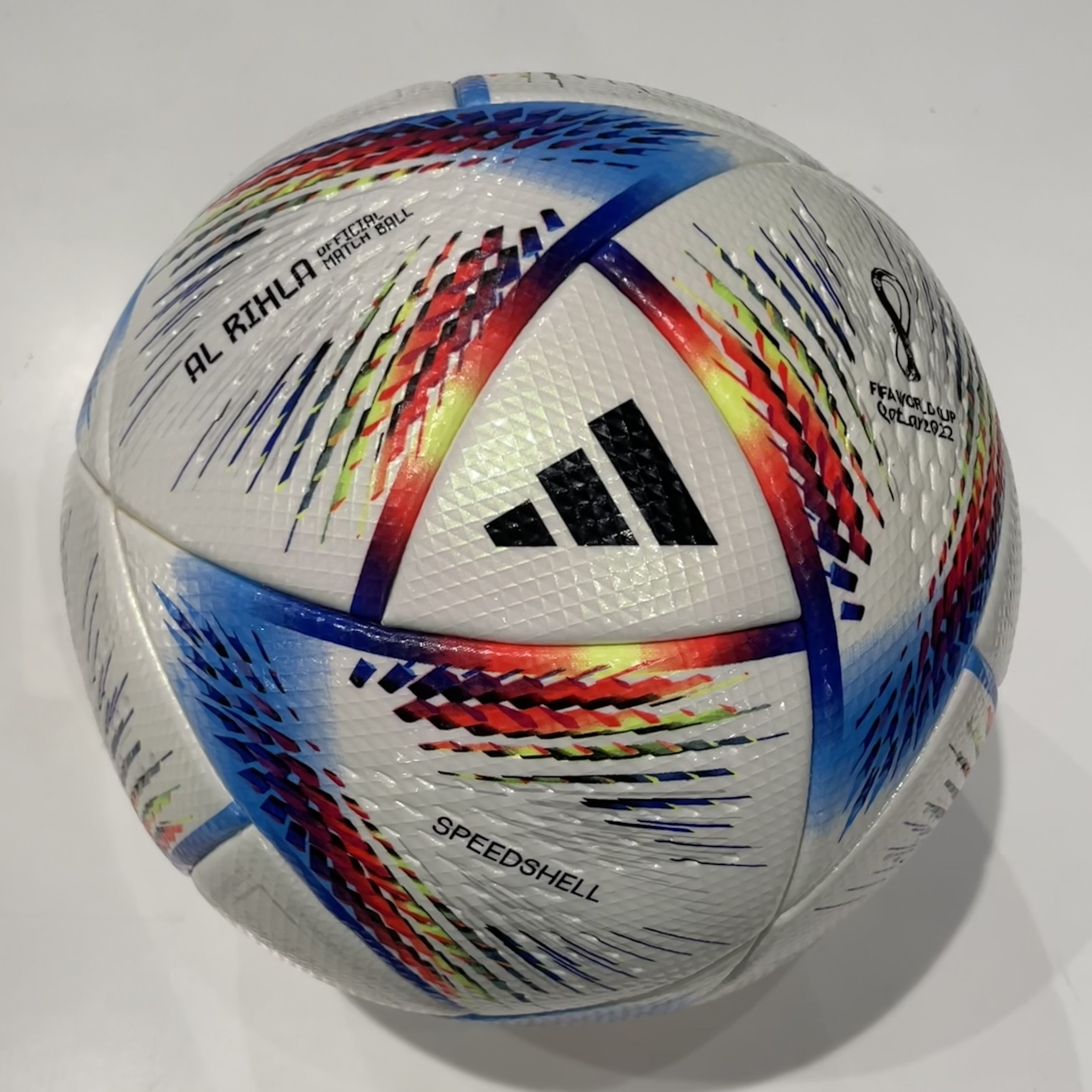
La pilota del Mundial, la adidas Al Rihla.

### Mascota
La mascota oficial del Mundial de Qatar 2022 és La'eeb. Es tracta d'una kufiyya, peça típica d'Orient Mitjà i Aràbia, amb rostre infantil. Va ser presentat l'abril de 2022 durant la celebració del sorteig de la fase final.

### Marca
L'emblema oficial va ser dissenyat per l'agència de branding Brandia Central, amb seu a Lisboa, i va ser presentat el setembre de 2019, durant esdeveniments simultanis a la Torre de Doha, l'amfiteatre Katara Cultural Village, Msheireb Downtown Doha i Zubara. El seu disseny s'assembla al trofeu del torneig, al símbol de l'infinit i al número "8", cosa que reflecteix l'esdeveniment "interconnectat" i els vuit estadis amfitrions. També evoca imatges de xals per significar la programació del torneig a finals de la tardor, i conté ones que s'assemblen a les dunes del desert. La tipografia de l'emblema incorpora la kashida, la pràctica d'allargar certes parts dels caràcters en escriptura àrab per donar èmfasi tipogràfic.

### Comercialització
Electronic Arts va llançar una expansió de la Copa Mundial de la FIFA 2022 al seu videojoc FIFA 23 el 9 de novembre de 2022. L'expansió inclou un mode de torneig de la Copa del Món amb tots els equips i estadis de l'esdeveniment, elements de presentació de la televisió oficial i tematització, un mode de torneig online multijugador. En lloc d'estar connectat a FIFA Ultimate Team, el DLC inclou el mode "World Cup Live", que permet als jugadors emular els partits d'aquell dia.
El 24 d'agost de 2022, Panini va produir cromos temàtics i un àlbum de cromos per catorzena vegada consecutiva. Els col·leccionistes han d'obrir els paquets de jugadors i fer-los servir per omplir el seu àlbum de cromos amb les 32 seleccions participants. Aquest any, es poden trobar targetes rares amb vores acolorides "paral·lels", que es poden col·leccionar, intercanviar o vendre.
El 12 d'abril del 2022, la FIFA va llançar un servei OTT i una aplicació que girava al voltant de la Copa del Món anomenada FIFA+, en què els aficionats podien jugar, predir partits i competir amb altres.
Per commemorar el torneig, Google va llançar un minijoc gratuït per a mòbils anomenat "Mini Cup". En cada partit en directe de la Copa del Món, els aficionats poden unir-se a un equip i lliscar el dit per marcar els penals a favor del seu equip, cosa que se suma al compte total de la nació.

### Drets televisius
El maig del 2022, Infantino va projectar que la Copa Mundial de la FIFA 2022 podria ser la més vista de la seva història, amb una audiència global d'almenys 5.000 milions. El torneig de 2018 va ser vist per 3.570 milions en tot el torneig. Les diverses controvèrsies que envolten la Copa del Món de Qatar han portat a qüestionar com es cobrirà el torneig als mitjans de comunicació, i si es discutiran o abordaran durant la cobertura.
El febrer del 2015, la FIFA va prorrogar els seus contractes de drets audiovisuals al Canadà i els Estats Units amb Bell Media (Canadà), Fox (anglès als Estats Units) i NBCUniversal (espanyol als Estats Units) fins al 2026, sense acceptar cap oferta de la competència. El New York Times va informar que aquesta decisió probablement pretenia ser una compensació per la reprogramació de la Copa del Món del 2022, ja que la nova programació situa el torneig en competència amb les principals lligues esportives professionals de Nord-amèrica, com la National Football League.

### Patrocinadors
| Socis de la FIFA                                                                      | Patrocinadors de Mundial                                                                   | Patrocinadors regionals                                       | Patrocinadors regionals | Patrocinadors regionals                                              | Patrocinadors regionals                                     | Patrocinadors regionals                   |
| Socis de la FIFA                                                                      | Patrocinadors de Mundial                                                                   | Àfrica i Orient Mitjà                                         | Àsia                    | Europa                                                               | Amèrica del Nord                                            | Amèrica del Sud                           |
| ------------------------------------------------------------------------------------- | ------------------------------------------------------------------------------------------ | ------------------------------------------------------------- | ----------------------- | -------------------------------------------------------------------- | ----------------------------------------------------------- | ----------------------------------------- |
| - Adidas - Coca-Cola - Hyundai-Kia - Qatar Airways - QatarEnergy - Visa - Wanda Group | - Anheuser-Busch InBev - Byju's - Crypto.com - Hisense - McDonald's - Mengniu Dairy - Vivo | - Fine Hygienic Holding - GWC Logistics - Ooredoo - QNB Group | - Boss - Yadea          | - Betano - Globant - Autoritat de Turisme d'Aràbia Saudita - YouTube | - Algorand - Frito-Lay - The Look Company - Visit Las Vegas | - Claro - Inter Rapidísimo - Nubank - UPL |

## Controvèrsies
Diversos grups i mitjans de comunicació han expressat la seva preocupació sobre la idoneïtat de Qatar per albergar l'esdeveniment, pel que fa a les interpretacions dels drets humans, en particular les condicions dels treballadors i els drets dels aficionats de la comunitat LGBT a causa de la il·legalitat de l'homosexualitat a Qatar. Al desembre de 2020, Qatar va permetre les banderes de l'arc de Sant Martí al Mundial de 2022. Hassan Abdulla al Thawadi, director executiu de la candidatura del país per al Mundial de 2022, va dir que Qatar permetria el consum d'alcohol durant l'esdeveniment, encara que no està permès beure en públic, ja que el sistema legal del país es basa en la xaria.
L'elecció de Qatar com a país amfitrió ha estat controvertida; els funcionaris de la FIFA van ser acusats de corrupció i de permetre que Qatar "comprés" la Copa del Món, el tracte als treballadors de la construcció va ser qüestionat per grups de drets humans, i es van criticar els elevats costos necessaris per fer realitat els plans. Les condicions climàtiques van fer que alguns qualifiquessin inviable la celebració del torneig a Qatar, i els plans inicials d'estadis amb aire condicionat van donar pas a un possible canvi de data d'estiu a hivern.
El maig del 2014, Joseph Blatter, que era president de la FIFA en el moment de la selecció, però que posteriorment va ser inhabilitat per pagaments il·legals, va comentar que l'adjudicació del Mundial a Qatar va ser un "error" a causa de l'extrema calor. No obstant això, mentre es dirigia als delegats de les confederacions africanes i asiàtiques, Blatter va dir que les acusacions de corrupció i algunes de les crítiques, incloses les dels patrocinadors, estaven "molt relacionades amb el racisme i la discriminació".
Durant la segona jornada de la fase de grups, i més concretament en el transcurs del partit entre Portugal i Uruguai, un aficionat va saltar al camp amb una bandera LGTBI.
El 9 de desembre la fiscalia belga va ordenar una batuda a Brussel·les per suposada corrupció promoguda per Qatar al Parlament Europeu per afavorir el mundial, que va acabar amb 16 registres i cinc detinguts. En concret, l'objectiu hauria estat "influir en les decisions econòmiques i polítiques del Parlament Europeu, mitjançant el pagament d'importants sumes de diners o importants regals". Les sospites eren de corrupció, blanqueig de diners i organització criminal. Entre els detinguts hi havia Eva Laili, eurodiputada, que tenia bosses de bitllets amagades a casa seva i va ser empresonada.
El 10 de desembre, durant el transcurs del mundial, van morir els periodistes Grant Wahl i Khalid al-Misslam per causes desconegudes o poc clares. Posteriorment es va donar a conèixer que un tercer periodista Roger Pearce havia mort poc després de l'inici de la competició, el 21 de novembre.